# The Painted Door
The Painted Door ist ein kanadischer Kurzfilm von Bruce Pittman aus dem Jahr 1984.

## Handlung
Eine Farm im kanadischen Niemandsland: Kurz vor Beginn eines heftigen Schneesturms bricht Anns Mann John auf, um seinen 16 Meilen entfernt lebenden Vater aufzusuchen und ihm vor dem Sturm in seinem Haushalt zu helfen, kann der alte Mann sich doch kaum mehr selbst versorgen. Ann ist besorgt und John verspricht, auf dem Weg zu seinem Vater bei ihrem gemeinsamen Freund Steven vorbeizuschauen und ihn zu Ann zu schicken. John geht und Ann vertreibt sich die Zeit, indem sie an Steven denkt und daran, wie der lebenslustige Mann mit ihr tanzte, als John nicht wollte. Sie beginnt, die Türen der Wohnung zu streichen, was sie schon lange vorhatte.
Steven erscheint mitten im Sturm, beide trinken Gin. Steven versucht bei Ann die Erinnerungen an den gemeinsamen Tanz zu wecken, doch gibt Ann zunächst vor, sich an nichts erinnern zu können. Später spielen beide Karten, brechen das Spiel jedoch ab, als Ann immer unkonzentrierter wird. Sie glaubt, dass John bald zurückkommen wird, doch zweifelt Steven daran, da der Sturm sehr stark ist. Wenig später schlafen beide miteinander und verbringen die Nacht gemeinsam im Bett. Am Morgen ist die Schlafzimmertür offen. John wird kurz darauf von Farmern tot aufgefunden. Er ist unerklärlicherweise im Sturm vom Weg abgekommen. Als Ann zur Leiche ihres Mannes geht, entdeckt sie an seinen Händen die Farbe, mit der sie die Türen gestrichen hatte. Sie bleibt schockiert zurück.

## Produktion
The Painted Door beruht auf einer Kurzgeschichte von Sinclair Ross. Der Film entstand in Zusammenarbeit von Atlantis Films und dem National Film Board of Canada. Er wurde unter anderem im Oktober 1984 auf dem Chicago International Film Festival gezeigt. Es war nach Cornet at Night (1983) die zweite Sinclair-Verfilmung, die Regisseur Bruce Pittman realisierte.

## Auszeichnungen
The Painted Door wurde 1985 für einen Oscar in der Kategorie „Bester Kurzfilm“ nominiert.

## Drehbuch-Vorlage
- Sinclair Ross: The painted door, in The lamp at noon and other stories. McClelland & Stewart, Toronto 1968, häufige Neuaufl., zuletzt 2018 Volltext
  - Übers. Walter E. Riedel: Die frisch gestrichene Tür, in Kanada erzählt. Hg. Stefana Sabin. Fischer TB 10930, Frankfurt 1992, S. 9–32[3]